# Jonny Werner
Jonny Werner, född 1973, är en svensk låtskrivare. 
Han är en av låtskrivarna till låten "Banne maj" som Elecktra tävlade med i Melodifestivalen 2024.
Werner är även känd som divan Babushka, som uppträder tillsammans med Elecktra i drag-gruppen Cabaret Moulin.

## Låtar

### Melodifestivalen
- 2024 – "Banne maj" med Elecktra

### Övriga
- "Lugna daj"[4], skriven tillsammans med Robin Werner (artistnamn Elecktra)
- "Unna daj (synd å slänga ju)", skriven tillsammans med Robin Werner (artistnamn Elecktra)
- Banne Maj Skriven av Elektra Jonny Werner Anderz Wrethov, Elin Wrethov som tävlade i Melodifestivalen 2024